# Commonwealth Games 1998/Leichtathletik
Bei den Commonwealth Games 1998 in Kuala Lumpur wurden in der Leichtathletik zwischen dem 16. und dem 21. September insgesamt 46 Wettbewerbe veranstaltet, davon 24 für Männer und 22 für Frauen. Austragungsort war das Nationalstadion Bukit Jalil.

## Männer

### 100-Meter-Lauf
| Platz | Athlet              | Land | Zeit (s) |
| ----- | ------------------- | ---- | -------- |
| 1     | Ato Boldon          | TRI  | 09,88 GR |
| 2     | Frank Fredericks    | NAM  | 09,96    |
| 3     | Obadele Thompson    | BAR  | 10,00    |
| 4     | Matthew Shirvington | AUS  | 10,03    |
| 5     | Darren Campbell     | ENG  | 10,08    |
| 6     | Eric Nkansah        | GHA  | 10,18    |
| 7     | Chris Donaldson     | NZL  | 10,19    |
| 8     | Marlon Devonish     | ENG  | 10,22    |

Finale: 17. September
Wind: -0,1 m/s

### 200-Meter-Lauf
| Platz | Athlet               | Land | Zeit (s) |
| ----- | -------------------- | ---- | -------- |
| 1     | Julian Golding       | ENG  | 20,18    |
| 2     | Christian Malcolm    | WAL  | 20,29    |
| 3     | John Regis           | ENG  | 20,40    |
| 4     | Anninos Markoullidis | CYP  | 20,43    |
| 5     | Darryl Wohlsen       | AUS  | 20,48    |
| 6     | Matthew Shirvington  | AUS  | 20,53    |
| 7     | Chris Donaldson      | NZL  | 20,62    |
| 8     | Douglas Walker       | SCO  | 20,69    |

Finale: 19. September
Wind: -0,2 m/s

### 400-Meter-Lauf
| Platz | Athlet              | Land | Zeit (s) |
| ----- | ------------------- | ---- | -------- |
| 1     | Iwan Thomas         | WAL  | 44,52 GR |
| 2     | Mark Richardson     | ENG  | 44,60    |
| 3     | Sugath Thilakaratne | SRI  | 44,64    |
| 4     | Jamie Baulch        | WAL  | 45,30    |
| 5     | Arnaud Malherbe     | RSA  | 45,45    |
| 6     | Gregory Haughton    | JAM  | 45,49    |
| 7     | Davian Clarke       | JAM  | 45,55    |
| 8     | Kennedy Ochieng     | KEN  | 45,56    |

Finale: 18. September

### 800-Meter-Lauf
| Platz | Athlet            | Land | Zeit (min) |
| ----- | ----------------- | ---- | ---------- |
| 1     | Japheth Kimutai   | KEN  | 1:43,82    |
| 2     | Hezekiél Sepeng   | RSA  | 1:44,44    |
| 3     | Johan Botha       | RSA  | 1:44,57    |
| 4     | Savieri Ngidhi    | ZIM  | 1:45,18    |
| 5     | Andrew Hart       | ENG  | 1:45,71    |
| 6     | Bradley Donkin    | ENG  | 1:46,86    |
| 7     | Crispen Mutakanyi | ZIM  | 1:46,97    |
| 8     | Kennedy Kimwetich | KEN  | 1:48,13    |

Finale: 19. September

### 1500-Meter-Lauf
| Platz | Athlet              | Land | Zeit (min) |
| ----- | ------------------- | ---- | ---------- |
| 1     | Laban Rotich        | KEN  | 3:39,49    |
| 2     | John Mayock         | ENG  | 3:40,46    |
| 3     | Anthony Whiteman    | ENG  | 3:40,70    |
| 4     | John Kemboi Kibowen | KEN  | 3:42,71    |
| 5     | Kevin McKay         | ENG  | 3:43,22    |
| 6     | Hamish Christensen  | NZL  | 3:43,93    |
| 7     | Steve Agar          | CAN  | 3:44,17    |
| 8     | Terrance Armstrong  | BER  | 3:44,57    |

Finale: 21. September

### 5000-Meter-Lauf
| Platz | Athlet           | Land | Zeit (min) |
| ----- | ---------------- | ---- | ---------- |
| 1     | Daniel Komen     | KEN  | 13:22,57   |
| 2     | Tom Nyariki      | KEN  | 13:28,09   |
| 3     | Richard Limo     | KEN  | 13:37,42   |
| 4     | Karl Keska       | ENG  | 13:40,24   |
| 5     | Keith Cullen     | ENG  | 13:44,69   |
| 6     | Lee Troop        | AUS  | 13:56,32   |
| 7     | Kristen Bowditch | ENG  | 14:02,36   |
| 8     | Alan Bunce       | NZL  | 14:02,98   |

Finale: 19. September

### 10.000-Meter-Lauf
| Platz | Athlet            | Land | Zeit (min) |
| ----- | ----------------- | ---- | ---------- |
| 1     | Simon Maina Munyi | KEN  | 28:10,00   |
| 2     | William Kalya     | KEN  | 29:01,68   |
| 3     | Steve Moneghetti  | AUS  | 29:02,76   |
| 4     | Tsunaki Kalamori  | RSA  | 29:05,80   |
| 5     | Dermot Donnelly   | NIR  | 29:05,96   |
| 6     | Abel Chimukoko    | ZIM  | 29:10,53   |
| 7     | Lee Troop         | AUS  | 29:34,23   |
| 8     | Makhosonke Fika   | RSA  | 29:46,41   |

16. September

### Marathon
| Platz | Athlet               | Land | Zeit (h) |
| ----- | -------------------- | ---- | -------- |
| 1     | Thabiso Paul Moqhali | LES  | 2:19:15  |
| 2     | Simon Mrashani       | TAN  | 2:19:42  |
| 3     | Andea Geway Suja     | TAN  | 2:19:50  |
| 4     | David Taylor         | ENG  | 2:20:30  |
| 5     | Frank Pooe           | RSA  | 2:21:12  |
| 6     | Julius Kimutai       | KEN  | 2:21:57  |
| 7     | Patrick Carroll      | AUS  | 2:22:14  |
| 8     | Thabiso Ralekhetla   | LES  | 2:22:47  |

20. September

### 20 km Gehen
| Platz | Athlet               | Land | Zeit (h) |
| ----- | -------------------- | ---- | -------- |
| 1     | Nicholas A’Hern      | AUS  | 1:24:59  |
| 2     | Arturo Huerta        | CAN  | 1:25:49  |
| 3     | Nathan Deakes        | AUS  | 1:26:06  |
| 4     | Darrell Stone        | ENG  | 1:26:37  |
| 5     | David Kimutai Rotich | KEN  | 1:26:57  |
| 6     | Boon Lim Teoh        | MAS  | 1:27:47  |
| 7     | Martin Bell          | SCO  | 1:29:20  |
| 8     | Julius Sawe          | KEN  | 1:29:23  |

17. September

### 50 km Gehen
| Platz | Athlet                | Land | Zeit (h) |
| ----- | --------------------- | ---- | -------- |
| 1     | Govindasamy Saravanan | MAS  | 4:10:05  |
| 2     | Duane Cousins         | AUS  | 4:10:30  |
| 3     | Dominic McGrath       | AUS  | 4:12:52  |
| 4     | Steven Hollier        | ENG  | 4:18:41  |
| 5     | Mark Easton           | ENG  | 4:22:23  |
| 6     | Graham White          | SCO  | 4:30:17  |
| 7     | Kannian Pushparajan   | MAS  | 4:31:22  |
| 8     | Christopher Cheeseman | ENG  | 4:38:36  |

21. September
Der Neuseeländer Craig Barrett führte bis kurz vor Schluss mit fünf Minuten Vorsprung, brach jedoch einen Kilometer vor dem Ziel dehydriert zusammen und musste ärztlich versorgt werden. Damit war der Weg frei für den ersten Sieg des Gastgeberlandes bei einem Leichtathletikbewerb in der Geschichte der Commonwealth Games.

### 110-Meter-Hürdenlauf
| Platz | Athlet           | Land | Zeit (s) |
| ----- | ---------------- | ---- | -------- |
| 1     | Tony Jarrett     | ENG  | 13,47    |
| 2     | Steve Brown      | TRI  | 13,48    |
| 3     | Shaun Bownes     | RSA  | 13,53    |
| 4     | Paul Gray        | WAL  | 13,62    |
| 5     | Kyle Vander Kuyp | AUS  | 13,67    |
| 6     | Andrew Tulloch   | ENG  | 13,67    |
| 7     | Gregory Hines    | JAM  | 13,85    |
| 8     | Ross Baillie     | SCO  | 13,85    |

Finale: 20. September
Wind: -0,1 m/s

### 400-Meter-Hürdenlauf
| Platz | Athlet          | Land | Zeit (s) |
| ----- | --------------- | ---- | -------- |
| 1     | Dinsdale Morgan | JAM  | 48,28    |
| 2     | Rohan Robinson  | AUS  | 48,99    |
| 3     | Ken Harnden     | ZIM  | 49,06    |
| 4     | Zid Abou Hamed  | AUS  | 49,11    |
| 5     | Victor Houston  | BAR  | 49,21    |
| 6     | Kemel Thompson  | JAM  | 49,81    |
| 7     | Erick Keter     | KEN  | 49,98    |
| 8     | Wayne Whyte     | JAM  | 51,10    |

Finale: 19. September

### 3000-Meter-Hindernislauf
| Platz | Athlet               | Land | Zeit (min) |
| ----- | -------------------- | ---- | ---------- |
| 1     | John Kosgei          | KEN  | 8:15,34    |
| 2     | Bernard Barmasai     | KEN  | 8:15,37    |
| 3     | Kipkirui Misoi       | KEN  | 8:18,24    |
| 4     | Joël Bourgeois       | CAN  | 8:34,50    |
| 5     | Christopher Unthank  | AUS  | 8:37,24    |
| 6     | Christian Stephenson | WAL  | 8:42,95    |
| 7     | Benedict Whitby      | ENG  | 8:44,24    |
| 8     | Craig Wheeler        | ENG  | 8:57,29    |

17. September

### 4-mal-100-Meter-Staffel
| Platz | Land         | Athleten                                                         | Zeit (s) |
| ----- | ------------ | ---------------------------------------------------------------- | -------- |
| 1     | England      | Dwain Chambers Marlon Devonish Julian Golding Darren Campbell    | 38,20 GR |
| 2     | Kanada       | Bradley McCuaig Glenroy Gilbert O’Brian Gibbons Trevino Betty    | 38,46    |
| 3     | Australien   | Gavin Hunter Darryl Wohlsen Steve Brimacombe Matthew Shirvington | 38,69    |
| 4     | Wales        | Kevin Williams Douglas Turner Christian Malcolm Jamie Henthorn   | 38,73    |
| 5     | Kamerun      | Benjamin Sirimou Serge Bengono Dalle Delor Claude Toukene        | 39,29    |
| 6     | Sierra Leone | Francis Keyta Josephus Thomas Joselyn Thomas Sanusi Turay        | 39,79    |
| 7     | Mauritius    | Barnabé Jolicoeur Nicholas Hogan Stéphan Buckland Éric Milazar   | 42,70    |
|       | Ghana        | Tanko Braimah Leonard Myles-Mills Aziz Zakari Eric Nkansah       | DQ       |

Finale: 21. September

### 4-mal-400-Meter-Staffel
| Platz | Land       | Athleten                                                                         | Zeit (min) |
| ----- | ---------- | -------------------------------------------------------------------------------- | ---------- |
| 1     | Jamaika    | Michael McDonald Roxbert Martin Gregory Haughton Davian Clarke                   | 2:59,03 GR |
| 2     | England    | Paul Slythe Solomon Wariso Mark Hylton Mark Richardson                           | 3:00,82    |
| 3     | Wales      | Paul Gray Jamie Baulch Douglas Turner Iwan Thomas                                | 3:01,86    |
| 4     | Südafrika  | Adriaan Botha Johan Botha Hezekiél Sepeng Arnaud Malherbe                        | 3:02,21    |
| 5     | Australien | Michael Hazel Brad Jamieson Casey Vincent Patrick Dwyer                          | 3:02,96    |
| 6     | Simbabwe   | Jeffrey Masvanhise Philip Mukomana Savieri Ngidhi Ken Harnden                    | 3:03,02    |
| 7     | Sri Lanka  | Rohan Pradeep Kumara Vellasamy Ratnakumara Ranga Wimalawansa Sugath Thilakaratne | 3:04,11    |
| 8     | Kanada     | Shane Niemi Monte Raymond Alexandre Marchand Don Bruno                           | 3:04,84    |

Finale: 21. September

### Hochsprung
| Platz | Athlet           | Land | Höhe (m) |
| ----- | ---------------- | ---- | -------- |
| 1     | Dalton Grant     | ENG  | 2,31     |
| 2     | Ben Challenger   | ENG  | 2,28     |
| 3     | Tim Forsyth      | AUS  | 2,28     |
| 4     | Khemraj Naïko    | MRI  | 2,28     |
| 5     | Brendan Reilly   | ENG  | 2,24     |
| 6     | Gavin Lendis     | RSA  | 2,24     |
| 7     | Loo Kum Zee      | MAS  | 2,20     |
| 8     | Michael Ponikvar | CAN  | 2,20     |

19. September

### Stabhochsprung
| Platz | Athlet                | Land | Höhe (m) |
| ----- | --------------------- | ---- | -------- |
| 1     | Riaan Botha           | RSA  | 5,60 GR  |
| 2     | Paul Burgess          | AUS  | 5,50     |
| 3     | Jean-Kersley Gardenne | MRI  | 5,35     |
| 4     | Matt Belsham          | ENG  | 5,25     |
| 5     | Kevin Hughes          | ENG  | 5,15     |
| 6     | Marcus Popp           | CAN  | 5,05     |
| 7     | Neil Young            | NIR  | 4,80     |
|       | Ian Tullett           | ENG  | NM       |

19. September
Der Neuseeländer Denis Petouchinski kam mit 5,55 m auf den zweiten Platz, wurde aber wegen Dopings nachträglich disqualifiziert.

### Weitsprung
| Platz | Athlet             | Land | Weite (m) |
| ----- | ------------------ | ---- | --------- |
| 1     | Peter Burge        | AUS  | 8,22 =GR  |
| 2     | Jai Taurima        | AUS  | 8,22 =GR  |
| 3     | Wendell Williams   | TRI  | 7,95      |
| 4     | Shane Hair         | AUS  | 7,82      |
| 5     | Mark Anthony Awere | GHA  | 7,73      |
| 6     | Chris Wright       | BAH  | 7,70      |
| 7     | Steve Phillips     | ENG  | 7,64      |
| 8     | Chris Davidson     | ENG  | 7,62      |

Finale: 20. September

### Dreisprung
| Platz | Athlet                | Land | Weite (m) |
| ----- | --------------------- | ---- | --------- |
| 1     | Onochie Achike        | ENG  | 17,10 GR  |
| 2     | Andrew Owusu          | GHA  | 17,03     |
| 3     | Remmy Limo            | KEN  | 16,89     |
| 4     | Julian Golley         | ENG  | 16,83     |
| 5     | Ndabazinhle Mdhlongwa | ZIM  | 16,51     |
| 6     | Gable Garenamotse     | BOT  | 16,05     |
| 7     | Femi Akinsanya        | ENG  | 16,02     |
| 8     | Mohamed Zaki Sadri    | MAS  | 15,94     |

18. September

### Kugelstoßen
| Platz | Athlet            | Land | Weite (m) |
| ----- | ----------------- | ---- | --------- |
| 1     | Burger Lambrechts | RSA  | 20,01     |
| 2     | Michalis Louca    | CYP  | 19,52     |
| 3     | Shaun Pickering   | WAL  | 19,33     |
| 4     | Clay Cross        | AUS  | 19,16     |
| 5     | Janus Robberts    | RSA  | 19,15     |
| 6     | Aaron Neighbour   | AUS  | 18,77     |
| 7     | Justin Anlezark   | AUS  | 18,44     |
| 8     | Ian Winchester    | NZL  | 18,35     |

21. September

### Diskuswurf
| Platz | Athlet          | Land | Weite (m) |
| ----- | --------------- | ---- | --------- |
| 1     | Robert Weir     | ENG  | 64,42 GR  |
| 2     | Frantz Kruger   | RSA  | 63,93     |
| 3     | Jason Tunks     | CAN  | 62,22     |
| 4     | Glen Smith      | ENG  | 60,49     |
| 5     | Ian Winchester  | NZL  | 60,06     |
| 6     | Frits Potgieter | RSA  | 59,01     |
| 7     | Lee Newman      | WAL  | 56,28     |
| 8     | Perris Wilkins  | ENG  | 55,39     |

17. September

### Hammerwurf
| Platz | Athlet         | Land | Weite (m) |
| ----- | -------------- | ---- | --------- |
| 1     | Stuart Rendell | AUS  | 74,71     |
| 2     | Michael Jones  | ENG  | 74,02     |
| 3     | Chris Harmse   | RSA  | 72,83     |
| 4     | Paul Head      | ENG  | 70,36     |
| 5     | David Smith    | ENG  | 69,77     |
| 6     | Phillip Jensen | NZL  | 69,63     |
| 7     | John Stoikos   | CAN  | 65,07     |
| 8     | Steve Whyte    | SCO  | 61,57     |

18. September

### Speerwurf
| Platz | Athlet         | Land | Weite (m) |
| ----- | -------------- | ---- | --------- |
| 1     | Marius Corbett | RSA  | 88,75     |
| 2     | Steve Backley  | ENG  | 87,38     |
| 3     | Mick Hill      | ENG  | 83,80     |
| 4     | Mark Roberson  | ENG  | 80,98     |
| 5     | Andrew Currey  | AUS  | 80,05     |
| 6     | Diggory Brooke | NZL  | 75,55     |
| 7     | James Goulding | FIJ  | 73,68     |
| 8     | Nigel Bevan    | WAL  | 73,06     |

21. September

### Zehnkampf
| Platz | Athlet          | Land | Punkte |
| ----- | --------------- | ---- | ------ |
| 1     | Jagan Hames     | AUS  | 8490   |
| 2     | Scott Ferrier   | AUS  | 8307   |
| 3     | Mike Smith      | CAN  | 8143   |
| 4     | Douglas Pirini  | NZL  | 8007   |
| 5     | Peter Banks     | AUS  | 7859   |
| 6     | Michael Nolan   | CAN  | 7703   |
| 7     | Du’aine Ladejo  | ENG  | 7633   |
| 8     | Dominic Johnson | LCA  | 7587   |

17. und 18. September

## Frauen

### 100-Meter-Lauf
| Platz | Athletin            | Land | Zeit (s) |
| ----- | ------------------- | ---- | -------- |
| 1     | Chandra Sturrup     | BAH  | 11,06    |
| 2     | Philomena Mensah    | CAN  | 11,19    |
| 3     | Tania Van Heer      | AUS  | 11,29    |
| 4     | Lauren Hewitt       | AUS  | 11,37    |
| 5     | Vida Nsiah          | GHA  | 11,39    |
| 6     | Nova Peris-Kneebone | AUS  | 11,41    |
| 7     | Joice Maduaka       | ENG  | 11,50    |
| 8     | Myriam Léonie Mani  | CMR  | 11,63    |

Finale: 17. September
Wind: - 0,3 m/s

### 200-Meter-Lauf
| Platz | Athletin                 | Land | Zeit (s) |
| ----- | ------------------------ | ---- | -------- |
| 1     | Nova Peris-Kneebone      | AUS  | 22,77    |
| 2     | Juliet Campbell          | JAM  | 22,79    |
| 3     | Lauren Hewitt            | AUS  | 22,83    |
| 4     | Melinda Gainsford-Taylor | AUS  | 23,04    |
| 5     | Heide Seyerling          | RSA  | 23,07    |
| 6     | Vida Nsiah               | GHA  | 23,17    |
| 7     | Philomena Mensah         | CAN  | 23,38    |
| 8     | Monica Twum              | GHA  | 23,73    |

Finale: 19. September
Wind: 0,1 m/s

### 400-Meter-Lauf
| Platz | Athletin           | Land | Zeit (s) |
| ----- | ------------------ | ---- | -------- |
| 1     | Sandie Richards    | JAM  | 50,17 GR |
| 2     | Allison Curbishley | SCO  | 50,71    |
| 3     | Donna Fraser       | ENG  | 51,01    |
| 4     | Damayanthi Dharsha | SRI  | 51,06    |
| 5     | Lee Naylor         | AUS  | 52,15    |
| 6     | Veronica Bawuah    | GHA  | 52,70    |
| 7     | Melissa Straker    | BAR  | 52,84    |
| 8     | LaDonna Antoine    | CAN  | 52,93    |

Finale: 18. September

### 800-Meter-Lauf
| Platz | Athletin               | Land | Zeit (min) |
| ----- | ---------------------- | ---- | ---------- |
| 1     | Maria de Lurdes Mutola | MOZ  | 1:57,60    |
| 2     | Tina Paulino           | MOZ  | 1:58,39    |
| 3     | Diane Modahl           | ENG  | 1:58,81    |
| 4     | Mardrea Hyman          | JAM  | 1:59,71    |
| 5     | Julia Sakara           | ZIM  | 2:00,60    |
| 6     | Tamsyn Lewis           | AUS  | 2:01,71    |
| 7     | Lwiza Msyani John      | TAN  | 2:01,92    |
| 8     | Gladys Wamuyu          | KEN  | 2:02,74    |

Finale: 19. September

### 1500-Meter-Lauf
| Platz | Athletin         | Land | Zeit (min) |
| ----- | ---------------- | ---- | ---------- |
| 1     | Jackline Maranga | KEN  | 4:05,27 GR |
| 2     | Kelly Holmes     | ENG  | 4:06,10    |
| 3     | Julia Sakara     | ZIM  | 4:07,82    |
| 4     | Naomi Mugo       | KEN  | 4:07,95    |
| 5     | Cindy O’Krane    | CAN  | 4:08,88    |
| 6     | Amanda Crowe     | NIR  | 4:10,68    |
| 7     | Leah Pells       | CAN  | 4:10,71    |
| 8     | Toni Hodgkinson  | NZL  | 4:10,99    |

21. September

### 5000-Meter-Lauf
| Platz | Athletin         | Land | Zeit (min) |
| ----- | ---------------- | ---- | ---------- |
| 1     | Kate Anderson    | AUS  | 15:52,74   |
| 2     | Andrea Whitcombe | ENG  | 15:56,85   |
| 3     | Samukeliso Moyo  | ZIM  | 15:57,57   |
| 4     | Restituta Joseph | TAN  | 15:59,15   |
| 5     | Sarah Young      | ENG  | 15:59,79   |
| 6     | Hawa Hussein     | TAN  | 16:01,25   |
| 7     | Anne Cross       | AUS  | 16:14,98   |
|       | Kathy Butler     | CAN  | DNF        |

17. September

### 10.000-Meter-Lauf
| Platz | Athletin             | Land | Zeit (min) |
| ----- | -------------------- | ---- | ---------- |
| 1     | Esther Wanjiru Maina | KEN  | 33:40,13   |
| 2     | Kylie Risk           | AUS  | 33:42,11   |
| 3     | Clair Fearnley       | AUS  | 33:52,13   |
| 4     | Vikki McPherson      | SCO  | 34:05,11   |
| 5     | Margaret Okayo       | KEN  | 34:27,39   |
| 6     | Sarah Bentley        | ENG  | 34:40,65   |
| 7     | Hayley Nash          | WAL  | 35:20,14   |
| 8     | Angela Joiner        | ENG  | 35:22,80   |

20. September

### Marathon
| Platz | Athletin           | Land | Zeit (h) |
| ----- | ------------------ | ---- | -------- |
| 1     | Heather Turland    | AUS  | 2:41:24  |
| 2     | Lisa Dick          | AUS  | 2:41:48  |
| 3     | Elizabeth Mongudhi | NAM  | 2:43:28  |
| 4     | Gillian Horovitz   | ENG  | 2:46:58  |
| 5     | Lee-Ann McPhillips | NZL  | 2:49:36  |
| 6     | Danielle Sanderson | ENG  | 2:50:54  |
| 7     | Sarah Mahlangu     | RSA  | 2:59:38  |
| 8     | Nthamane Malepa    | LES  | 3:02:14  |

20. September

### 10 km Gehen
| Platz | Athletin             | Land | Zeit (min) |
| ----- | -------------------- | ---- | ---------- |
| 1     | Jane Saville         | AUS  | 43:57 GR   |
| 2     | Kerry Saxby-Junna    | AUS  | 44:27      |
| 3     | Lisa Kehler          | ENG  | 45:03      |
| 4     | Janice McCaffrey     | CAN  | 46:36      |
| 5     | Annastasia Karen Raj | MAS  | 46:41      |
| 6     | Cal Partington       | IOM  | 48:09      |
| 7     | Victoria Lupton      | ENG  | 48:27      |
| 8     | Kimberley Braznell   | ENG  | 51:15      |

19. September

### 100-Meter-Hürdenlauf
| Platz | Athletin                  | Land | Zeit (s) |
| ----- | ------------------------- | ---- | -------- |
| 1     | Gillian Russell           | JAM  | 12,70 GR |
| 2     | Sriyani Kulawansa-Fonseca | SRI  | 12,95    |
| 3     | Keturah Anderson          | CAN  | 13,04    |
| 4     | Lesley Tashlin            | CAN  | 13,11    |
| 5     | Brigitte Foster           | JAM  | 13,19    |
| 6     | Keri Maddox               | ENG  | 13,30    |
| 7     | Debbie Edwards            | AUS  | 13,49    |
|       | Corien Botha              | RSA  | DQ       |

Finale: 21. September
Wind: -0,2 m/s

### 400-Meter-Hürdenlauf
| Platz | Athletin              | Land | Zeit (s) |
| ----- | --------------------- | ---- | -------- |
| 1     | Andrea Blackett       | BAR  | 53,91    |
| 2     | Gowry Retchakan-Hodge | ENG  | 55,25    |
| 3     | Karlene Haughton      | CAN  | 55,53    |
| 4     | Keri Maddox           | ENG  | 56,38    |
| 5     | Tasha Danvers         | ENG  | 56,39    |
| 6     | Vicki Jamison         | NIR  | 56,62    |
| 7     | Mary-Estelle Kapalu   | VAN  | 59,87    |

18. September

### 4-mal-100-Meter-Staffel
| Platz | Land       | Athletinnen                                                                 | Zeit (s) |
| ----- | ---------- | --------------------------------------------------------------------------- | -------- |
| 1     | Australien | Tania Van Heer Lauren Hewitt Nova Peris-Kneebone Sharon Cripps              | 43,39    |
| 2     | Jamaika    | Donnette Brown Juliet Campbell Gillian Russell Brigitte Foster              | 43,49    |
| 3     | England    | Marcia Richardson Donna Fraser Simmone Jacobs Joice Maduaka                 | 43,69    |
| 4     | Ghana      | Mavis Akoto Monica Twum Veronica Bawuah Vida Nsiah                          | 43,81    |
| 5     | Kanada     | Keturah Anderson Tara Perry Philomena Mensah Martha Adusei                  | 44,23    |
| 6     | Kamerun    | Anne Marie Mouri-Nkeng Mireille Nguimgo Claudine Komgang Myriam Léonie Mani | 45,26    |

21. September

### 4-mal-400-Meter-Staffel
| Platz | Land       | Athletinnen                                                                         | Zeit (min) |
| ----- | ---------- | ----------------------------------------------------------------------------------- | ---------- |
| 1     | Australien | Susan Andrews Tamsyn Lewis Lee Naylor Tania Van Heer                                | 3:27,28    |
| 2     | England    | Michelle Thomas Michelle Pierre Victoria Day Donna Fraser                           | 3:29,28    |
| 3     | Kanada     | Karlene Haughton Diane Cummins LaDonna Antoine Foy Williams                         | 3:29,97    |
| 4     | Jamaika    | Jacqueline Gayle Keasha Downer Mardrea Hyman Allison Beckford                       | 3:34,74    |
| 5     | Kamerun    | Claudine Komgang Stéphanie Nicole Zanga Mireille Nguimgo Myriam Léonie Mani         | 3:35,50    |
| 6     | Uganda     | Mary Apio Grace Birungi Veronica Wabukawo Justine Bayigga                           | 3:36,33    |
|       | Malaysia   | Palaniappan Kuganeswari Krishnan Soloseeni Nadarajah Manimagalay Govindasamy Shanti | DNF        |
|       | Barbados   | Andrea Blackett Sherline Williams Joanne Durant Melissa Straker                     | DNF        |

21. September

### Hochsprung
| Platz | Athletin          | Land | Höhe (m) |
| ----- | ----------------- | ---- | -------- |
| 1     | Hestrie Storbeck  | RSA  | 1,91     |
| 2     | Joanne Jennings   | ENG  | 1,91     |
| 3     | Alison Inverarity | AUS  | 1,88     |
| 4     | Lisa Bruty        | AUS  | 1,88     |
| 4     | Michelle Dunkley  | ENG  | 1,88     |
| 6     | Nicole Forrester  | CAN  | 1,85     |
| 7     | Susan Jones       | ENG  | 1,85     |
| 8     | Julie Crane       | WAL  | 1,80     |

20. September

### Stabhochsprung
| Platz | Athletin        | Land | Höhe (m) |
| ----- | --------------- | ---- | -------- |
| 1     | Emma George     | AUS  | 4,20     |
| 2     | Elmarie Gerryts | RSA  | 4,15     |
| 3     | Trista Bernier  | CAN  | 4,15     |
| 4     | Janine Whitlock | ENG  | 4,10     |
| 5     | Rachel Dacy     | AUS  | 4,00     |
| 6     | Jenny Dryburgh  | NZL  | 3,90     |
| 7     | Tracey Shepherd | AUS  | 3,90     |
| 7     | Cassandra Kelly | NZL  | 3,90     |
| 7     | Melina Hamilton | NZL  | 3,90     |

19. September
Der Stabhochsprung der Frauen gehörte erstmals zum Programm der Commonwealth Games.

### Weitsprung
| Platz | Athletin        | Land | Weite (m) |
| ----- | --------------- | ---- | --------- |
| 1     | Joanne Wise     | ENG  | 6,63      |
| 2     | Jackie Edwards  | BAH  | 6,59      |
| 3     | Nicole Boegman  | AUS  | 6,58      |
| 4     | Lacena Golding  | JAM  | 6,57      |
| 5     | Tracy Goddard   | ENG  | 6,35      |
| 6     | Chantal Brunner | NZL  | 6,35      |
| 7     | Frith Maunder   | NZL  | 6,20      |
| 8     | Alice Falaiye   | CAN  | 6,13      |

19. September

### Dreisprung
| Platz | Athletin               | Land | Weite (m) |
| ----- | ---------------------- | ---- | --------- |
| 1     | Ashia Hansen           | ENG  | 14,32     |
| 2     | Françoise Mbango Etone | CMR  | 13,95     |
| 3     | Connie Henry           | ENG  | 13,94     |
| 4     | Natasha Alleyne-Gibson | TRI  | 13,78     |
| 5     | Michelle Griffith      | ENG  | 13,77     |
| 6     | Michelle Hastick       | CAN  | 13,64     |

21. September
Der Dreisprung der Frauen gehörte erstmals zum Programm der Commonwealth Games.

### Kugelstoßen
| Platz | Athletin            | Land | Weite (m) |
| ----- | ------------------- | ---- | --------- |
| 1     | Judy Oakes          | ENG  | 18,83     |
| 2     | Myrtle Augee        | ENG  | 17,16     |
| 3     | Veronica Abrahamse  | RSA  | 16,52     |
| 4     | Beatrice Faumuina   | NZL  | 16,41     |
| 5     | Tania Lutton-Senior | NZL  | 16,03     |
| 6     | Helen Toussis       | AUS  | 15,65     |
| 7     | Margaret Lynes      | ENG  | 15,18     |
| 8     | Natalia Brown       | JAM  | 12,45     |

18. September

### Diskuswurf
| Platz | Athletin             | Land | Weite (m) |
| ----- | -------------------- | ---- | --------- |
| 1     | Beatrice Faumuina    | NZL  | 65,92 GR  |
| 2     | Lisa-Marie Vizaniari | AUS  | 62,14     |
| 3     | Alison Lever         | AUS  | 59,80     |
| 4     | Shelley Drew         | ENG  | 56,13     |
| 5     | Jackie McKernan      | NIR  | 55,16     |
| 6     | Philippa Roles       | WAL  | 54,10     |
| 7     | Emma Merry           | ENG  | 52,32     |
| 8     | Tracy Axten          | ENG  | 51,58     |

20. September

### Hammerwurf
| Platz | Athletin          | Land | Weite (m) |
| ----- | ----------------- | ---- | --------- |
| 1     | Deborah Sosimenko | AUS  | 66,56     |
| 2     | Lorraine Shaw     | ENG  | 62,66     |
| 3     | Caroline Wittrin  | CAN  | 61,67     |
| 4     | Karyne Perkins    | AUS  | 60,65     |
| 5     | Denise Passmore   | AUS  | 59,10     |
| 6     | Caroline Fournier | MRI  | 59,02     |
| 7     | Lyn Sprules       | ENG  | 59,01     |
| 8     | Michelle Fournier | CAN  | 57,78     |

16. September
Der Hammerwurf der Frauen gehörte erstmals zum Programm der Commonwealth Games.

### Speerwurf
| Platz | Athletin        | Land | Weite (m) |
| ----- | --------------- | ---- | --------- |
| 1     | Louise McPaul   | AUS  | 66,96     |
| 2     | Karen Martin    | ENG  | 57,82     |
| 3     | Kirsty Morrison | ENG  | 56,34     |
| 4     | Lorna Jackson   | SCO  | 52,97     |
| 5     | Shelley Holroyd | ENG  | 50,64     |
| 6     | Iloai Suaniu    | SAM  | 43,51     |
| 7     | Lindy Leveau    | SEY  | 42,94     |

19. September

### Siebenkampf
| Platz | Athletin             | Land | Punkte |
| ----- | -------------------- | ---- | ------ |
| 1     | Denise Lewis         | ENG  | 6513   |
| 2     | Jane Jamieson        | AUS  | 6354   |
| 3     | Joanne Henry         | NZL  | 6096   |
| 4     | Catherine Bond-Mills | CAN  | 5875   |
| 5     | Kerry Jury           | ENG  | 5692   |
| 6     | Marsha Mark          | TRI  | 5529   |
| 7     | Pauline Richards     | SCO  | 5456   |
| 8     | Clova Court          | ENG  | 5421   |

16. und 17. September